# Palais de Justice (Vienne)
Le palais de justice de Vienne (en allemand : Wiener Justizpalast) est un bâtiment de style néo-Renaissance abritant la Cour suprême d'Autriche (Oberster Gerichtshof). Il a été érigé entre 1875 et 1881 sur Schmerlingplatz, une place située dans le centre historique de Vienne près du Ring. En plus de la Cour suprême, le palais est le siège du tribunal régional supérieur (Oberlandesgericht Wien) et du tribunal de grande instance de Vienne (de).

## Histoire

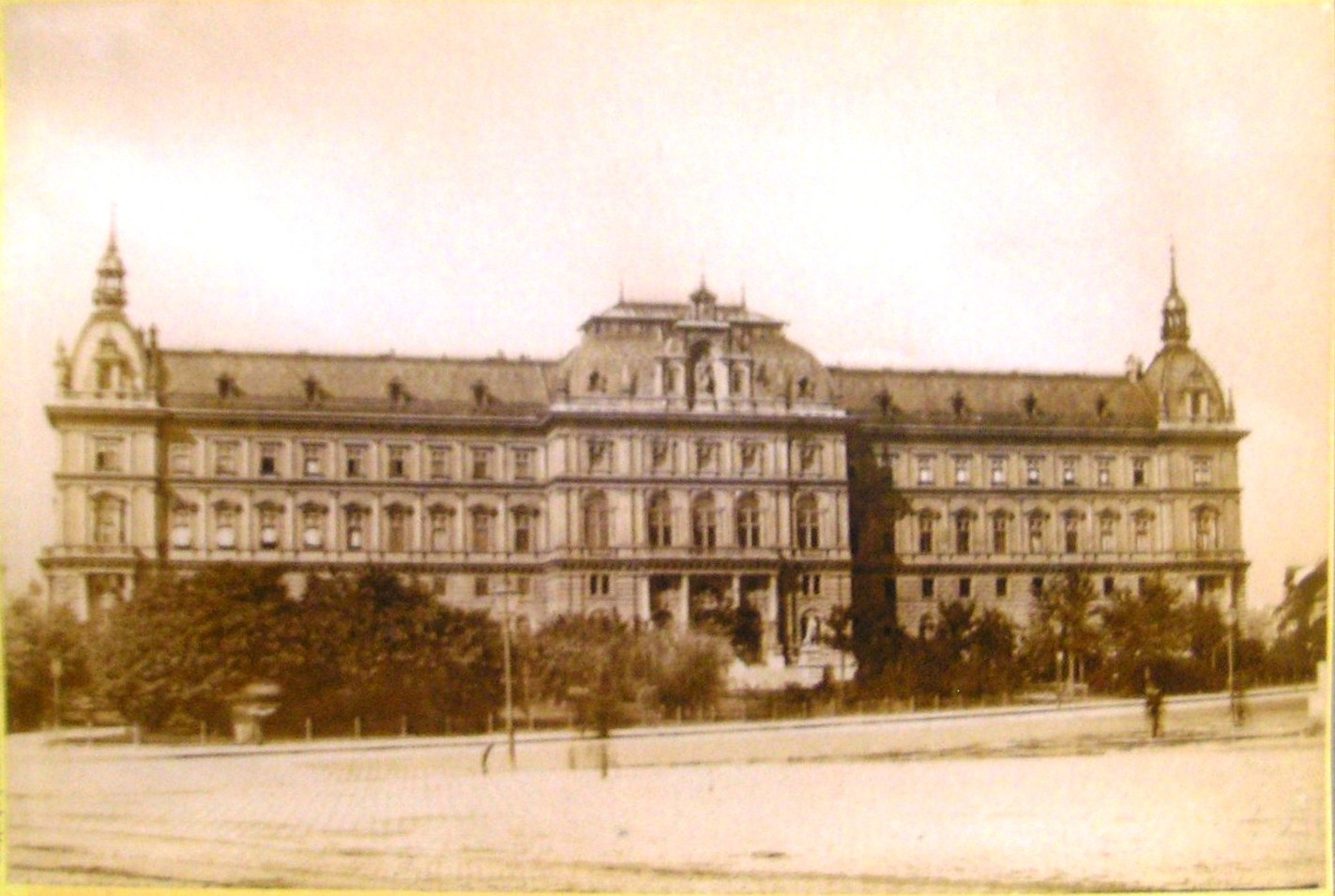
Le palais en 1881.

La construction du bâtiment est décrétée le 4 septembre 1874 par l'empereur François-Joseph Ier. L'architecture proposée par Alexander Wielemans von Monteforte est retenue et les travaux sur les fondations commencent en mai 1875. Le palais est inauguré six ans plus tard, le 22 mai 1881, par l'empereur en personne ; sa construction a nécessité environ 2,75 millions de florins.
En 1927, le palais est incendié lors de la Révolte de Juillet. Une grande partie du bâtiment est détruite, ainsi que sa bibliothèque, alors troisième plus grande bibliothèque juridique d'Europe. Le palais est reconstruit au début des années 1930 sous la direction de l'architecte Heinrich Ried et gagne un étage.
Pendant la Seconde Guerre mondiale, le palais est touché par des bombes qui détruisent le toit et le dôme en verre.
Au début des années 1990, le palais est fermé pour rénovations ; il rouvrira le 13 juillet 2007.

## Architecture

### Intérieur

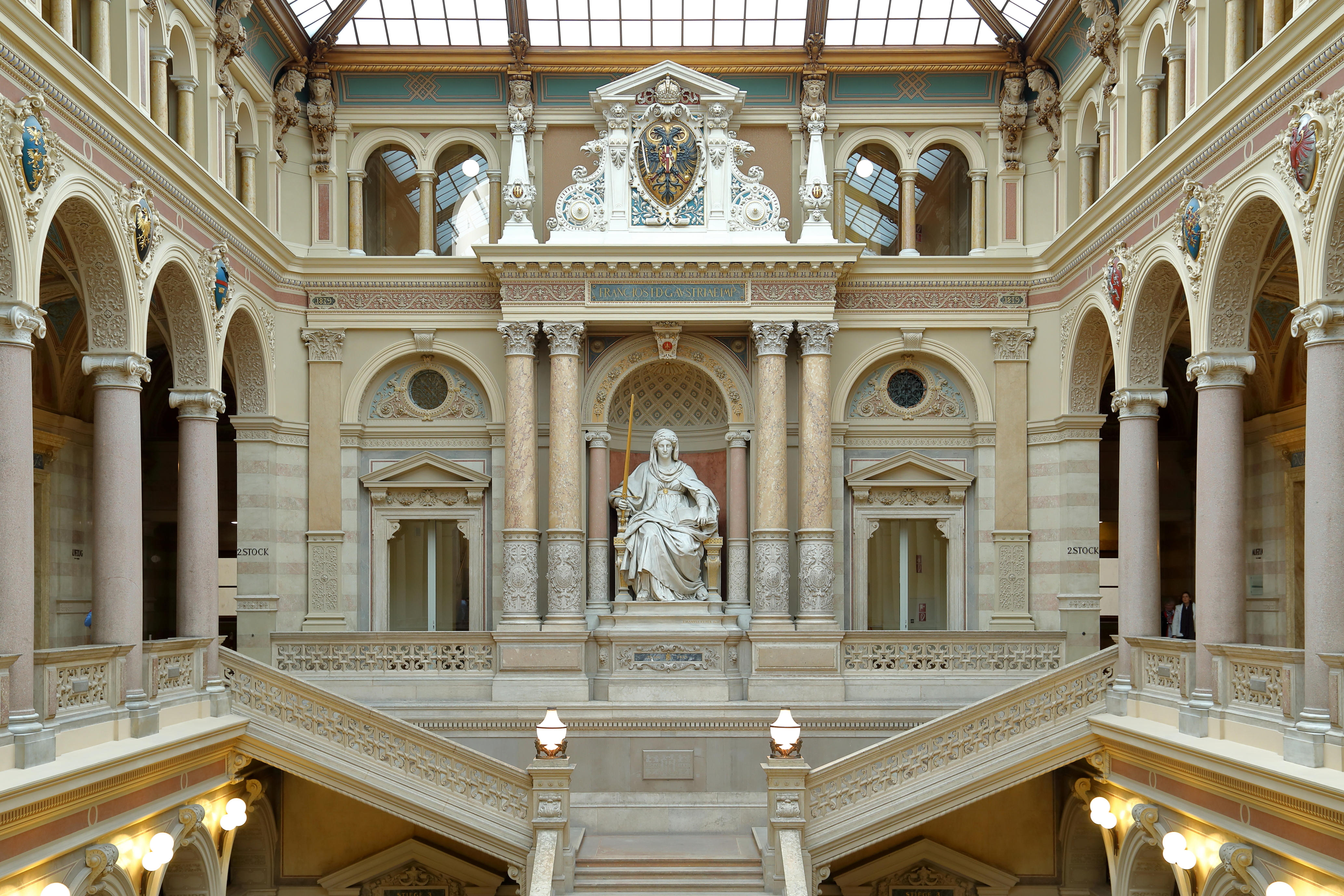
Hall d'entrée.

Le bâtiment est remarquable pour son hall d'entrée. Celui-ci mesure 23 mètres de haut pour 15 mètres de large et est surmonté d'une coupole en verre. À son centre trône une statue en marbre de Emanuel Pendl qui représente Justice, armée d'une épée dorée et d'un livre de droit. Au-dessus de la statue se trouve le blason de l'empire d'Autriche.